# Louin (Deux-Sèvres)
Louin is een gemeente in het Franse departement Deux-Sèvres (regio Nouvelle-Aquitaine) en telt 723 inwoners (2004). De plaats maakt deel uit van het arrondissement Parthenay.

## Geografie
De oppervlakte van Louin bedraagt 20,4 km², de bevolkingsdichtheid is 35,4 inwoners per km².
De onderstaande kaart toont de ligging van Louin (Deux-Sèvres) met de belangrijkste infrastructuur en aangrenzende gemeenten.

## Demografie
Onderstaande figuur toont het verloop van het inwonertal (bron: INSEE-tellingen).